# 关西女子短期大学
关西女子短期大学（日语：／ Kansai Joshi Tanki Daigaku *），简称关女，是一所位于日本大阪府柏原市的私立短期大学。

## 概要

### 简介
- 学校最早可以追溯到1942年[2]。短期大学为于1965年开办[2]、由学校法人玉手山学园经营[3]。

### 历史
- 1965年 玉手山女子短期大学成立并同时以下两个学科设置[4]。
  - 保育科[2]
  - 家政科（招生到1971年、停办于1974年）[3]。
- 1966年 改校名为关西女子短期大学[2]。
- 1967年 保健科成立[2]。
- 2001年 福利营养学科成立（但招生到2002年、停办于2004年）[3]。
- 2005年 牙科卫生学科成立[3]。
- 2011年 医疗秘书学科和专科医疗秘书学专攻成立[2]。

### 宪章
- 请参看关西女子短期大学的标志 （页面存档备份，存于） （日語） 2014年2月15日阅览。

## 学校环境
- 校区：在大阪府柏原市

## 历任校长
- 畑久治：第一代短期大学校长[4]。
- 祖父江鎮雄：现在短期大学校长[5]

## 组织

### 学科
- 保育科
- 保健科
- 牙科卫生学科
- 医疗秘书学科
  - 医疗秘书课程
  - 护理福利课程

### 前学科
| - 家政科 - 福利营养学科 |

### 专科
| - 医疗秘书专攻科 |

### 业余课程
| - 没有 |

### 附属学校
- 幼儿园 [6]

### 附属机关
| - 图书馆 |

## 相关链接
- 日本短期大学列表